# باشگاه فوتبال لس آنجلس سالسا
لس آنجلس سالسا یک تیم فوتبال آمریکایی مستقر در لس آنجلس بود که در لیگ فوتبال حرفه‌ای آمریکا (ای‌پی‌اس‌ال) و لیگ حرفه‌ای یواس‌آی‌اس‌ال بازی می‌کرد. این باشگاه از سال ۱۹۹۳ تا ۱۹۹۴ در محوطه دانشگاه ایالتی کالیفرنیا در فولرتون در ورزشگاه تیتان در اورنج کانتی، کالیفرنیا، بازی کرد. آنها همچنین بازی‌های خانگی خود را در ورزشگاه وینگارت در محوطه کالج شرقی لس آنجلس در مونتری پارک، کالیفرنیا، در سال ۱۹۹۴ انجام دادند.
این باشگاه که در سال ۱۹۹۲ تأسیس شد، متعلق به چشم پزشک ویلیام د لا پنا بود و در سال ۱۹۹۳ به عنوان یک تیم گسترش دهنده وارد ای‌پی‌اس‌ال شد. آنها میزبان مسابقات قهرمانی ای‌پی‌اس‌ال بودند که به کلرادو فاکس باختند. سالسا در جام قهرمانان کونکاکاف ۱۹۹۴ بازی کرد و در مرحله دوم حذف شد. این تیم در ژانویه ۱۹۹۵ ای‌پی‌اس‌ال را ترک کرد، پس از اینکه برنامه‌های بازی در لیگ برتر مکزیک به دلیل مخالفت کونکاکاف از هم پاشید. سالسا برای یک فصل در لیگ حرفه‌ای یواس‌آی‌اس‌ال بازی کرد تا اینکه در سال ۱۹۹۶ منحل شد.